# Barycnemis blediator
Barycnemis blediator är en stekelart som först beskrevs av Aubert 1970.  Barycnemis blediator ingår i släktet Barycnemis och familjen brokparasitsteklar. Inga underarter finns listade.